# Церква святих апостолів Петра і Павла (Рясне)

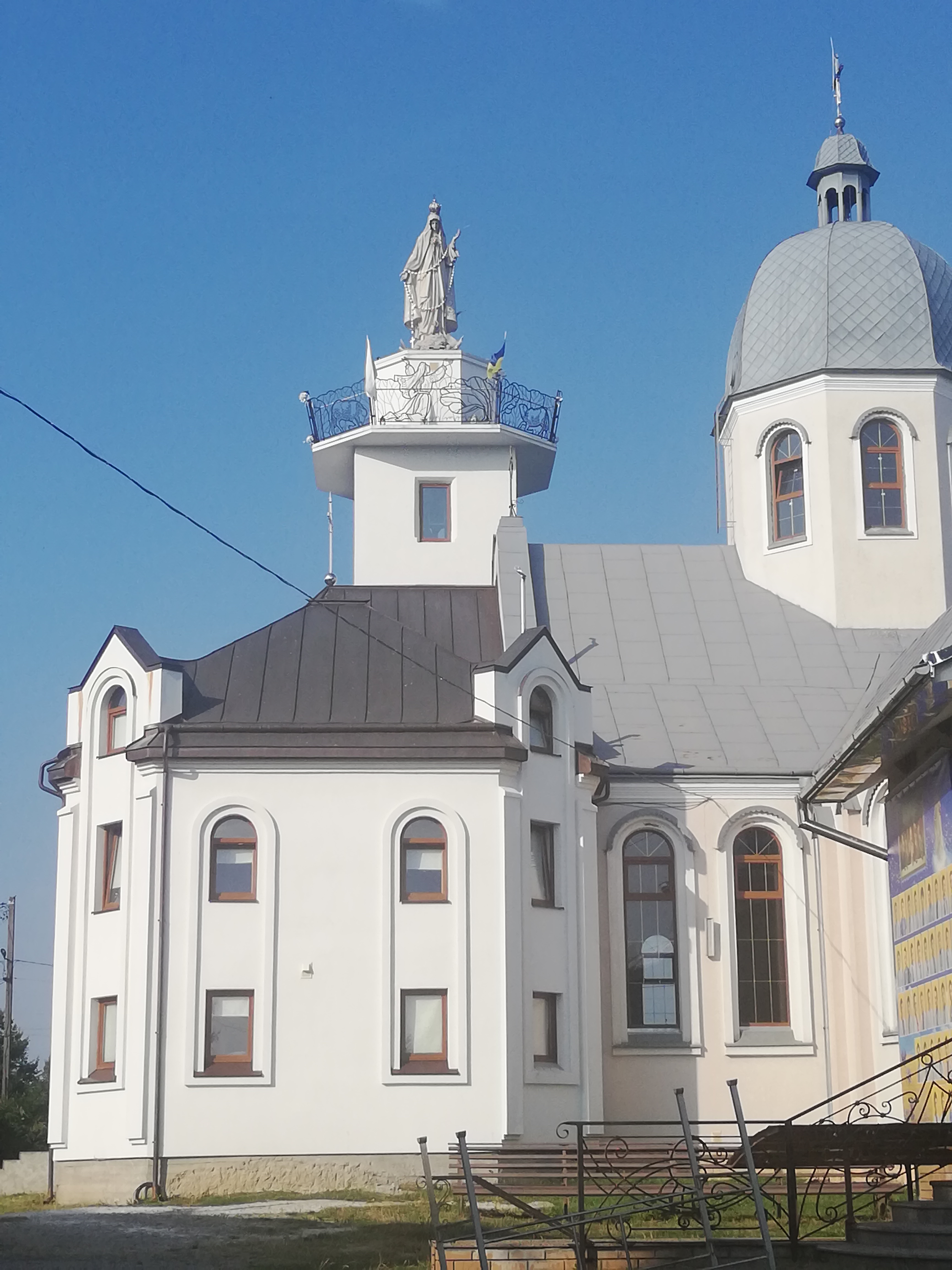
Фігура Матері Божої Фатімської, 2023 р.

Це́рква Свя́тих а́постолів Пе́тра і Па́вла — греко-католицький храм у Львові, в мікрорайоні Рясне.

## Історія
Римо-католицька парафія у Рясній-Польській, до якої належали Брюховичі, Рокитне та Рясна-Руська, була заснована ще на початку XV століття, а у другій половині того ж століття при костелі діяла парафіяльна школа. Інформації стосовно першого дерев'яного костелу та школи не залишилося, оскільки ці будівлі було зруйновано під час турецько-татарських навал, але у 1672 році парафіяльний костел разом зі школою були відбудовані. Відбудований костел був невеликих розмірів та мав три вівтарі: на головному престолі був образ Пресвятої Трійці, а на бічних престолах — образи Святої Малґожати та Матері Божої. Щодо розташування старого костелу, то там, де нині знаходиться церковний сад та кам'яний хрест у ньому, там, найімовірніше, знаходився вівтар старого костелу, оскільки, коли розбирали будь-який старий костел, то на місці, де знаходився головний вівтар та відправлялася Свята Літургія, встановлювали хрест.
Оскільки костел був дерев'яним, то під впливом природних явищ (дощ, сніг, вітер), а також не виключаючи людського фактору, за тих 200 років, що він був у використанні, будівля святині потрохи почала просідати, дах протікати, підлоги прогнили, тобто знаходився у жахливому, аварійному стані та існувала ймовірність його завалення. Беручи до уваги стан парафіяльного костелу, його парох неодноразово звертався до курії Львівської Архиєпархії, щодо дозволу на будівництво нового мурованого храму та фінансування цієї будови, але були важкі часи, і не було можливості будувати новий храм.
У 1891 році, за проєктом Юзефа Каетана Яновського, на північній околиці села розпочалося будівництво нового мурованого храму, яке було завершене у 1895 році.
У 1924 році художник Іоан Доманський зробив настінний розпис храму, а у 1927 році було придбано головний вівтар. На головному вівтарі були чудові образи Святих Верховних Апостолів Петра і Павла у позолочених оправах.
У міжвоєнний період двохтисячну паству парафіяльного храму Святих Верховних Апостолів Петра і Павла обслуговував о. Францішек Вербицький.
Після закінчення другої світової війни більшість поляків виїхала до Польщі забравши із собою образи Святих Верховних Апостолів Петра і Павла та Матері Божої Рясненської. На цьому історія цієї святині, як римо-католицького парафіяльного костелу Святих Верховних Апостолів Петра і Павла, закінчується, і розпочинається його нова історія вже як греко-католицької святині.
Перше греко-католики Рясної-Польської не мали, ані своєї парафії, ані парафіяльного храму. Греко-католицька громада села була нечисельною, вона налічувала всього 37 осіб та належала греко-католицької парафії в с. Рудно при церкві Воздвиження Чесного Хреста.
По закінченню другої світової війни все змінилося. Більшість поляків виїхала на свої історичні землі, а їм на зміну, до Рясної прибули українські родини, виселені із Закерзоння, а колишній костел Святих Верховних Апостолів Петра і Павла перейшов до греко-католицької громади (парафії) Рясної-Польської.
Почалося нове життя. Нову сторінку в історії парафії розпочинає світла постать першого пароха греко-католицької парафії — Блаженного священномученика отця Олексія Зарицького. Він обслуговував парафії на Кам'янці, Рясній-Польській та Рясній-Руській. Відтак, після арешту отця Зарицького, парафію очолив о. Яків Мостюк, а взагалом, майже за 70 років, парафію очолювало вісім парохів.
У 1946 році за рішеннями львівського псевдособору УГКЦ було поступово ліквідовано греко-католицьку церкву та перехід духівництва під юрисдикцію Московської патріархії РПЦ. У храмі Святих апостолів Петра і Павла богослужіння відбувалися вже за візантійським обрядом.
Перша Свята Божественна Літургія, вже у греко-католицькій святині, за часів незалежної України відправлялася 10 грудня 1989 року.
У 1990 році на празник Найсвятішого Серця Ісусового при церкві Святих Верховних Апостолів Петра і Павла створено перше Братство Апостольської молитви.
Кількість парафіян тут значно збільшилася та було проведено реконструкцію храму Святих Верховних Апостолів Петра і Павла: добудовано дві бічних нави та притвор, над яким здійнялися три куполи, які надали будівлі храму Святих Верховних Апостолів Петра і Павла східного християнського вигляду. Перед церквою збудовано вівтар, у формі човна, прикрашеного фігурами Святих Верховних Апостолів Петра і Павла. Після реконструкції храм одночасно може прийняти до півтори тисячі вірних.
У травні 1997 року парафія Святих апостолів Петра і Павла отримала апостольське благословення своєї діяльності, що підтверджено Грамотою Папи Івана-Павла ІІ.
За двадцять з лишком років при церкві було підготовлено більше 4000 дітей до Першого Святого Причастя, понад 1500 молодих пар отримали благословення на родинне життя, Тайну Святого Хрещення в церкві отримали понад 3000 дітей.

## Світлини

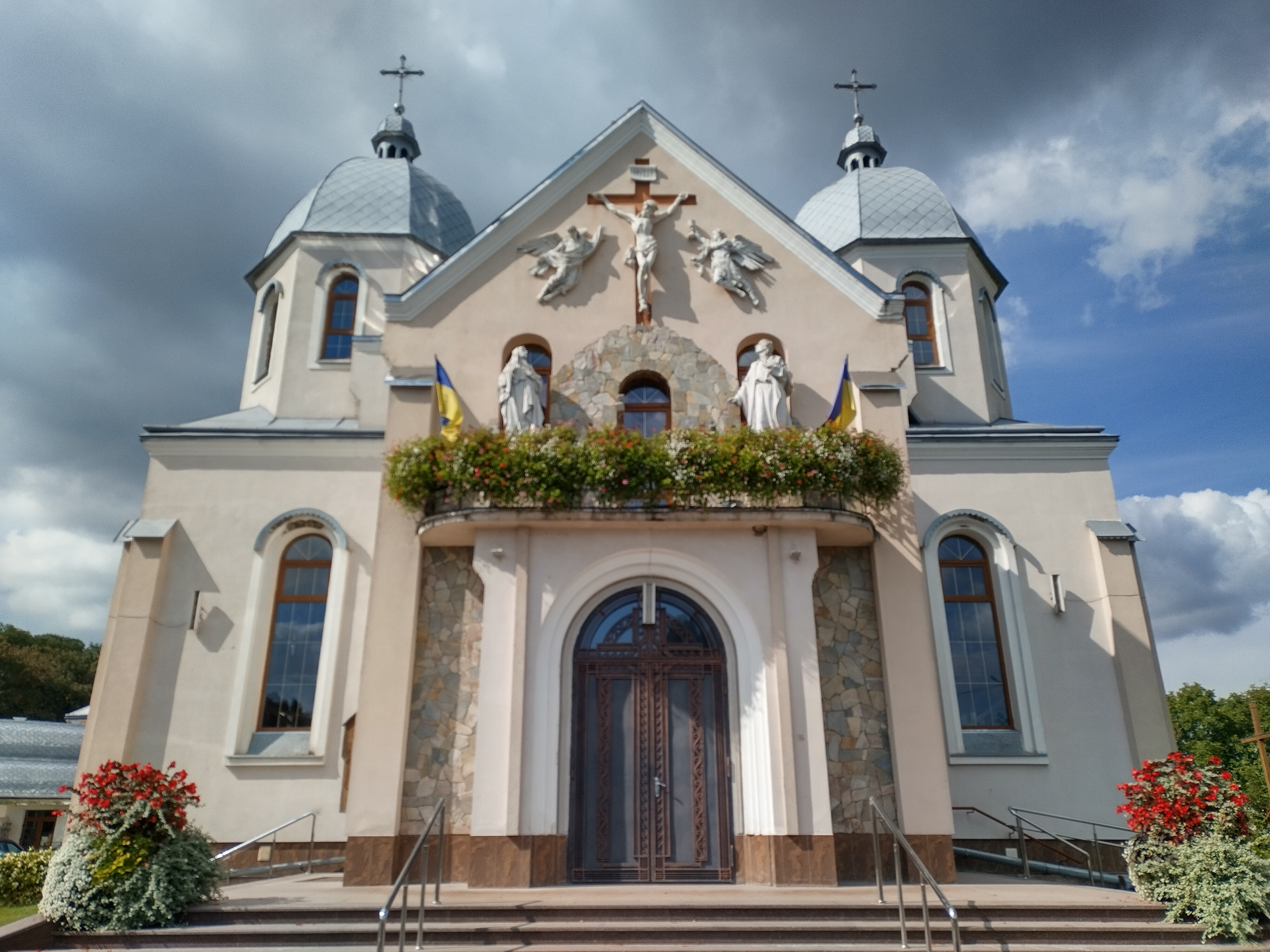
Головний фасад
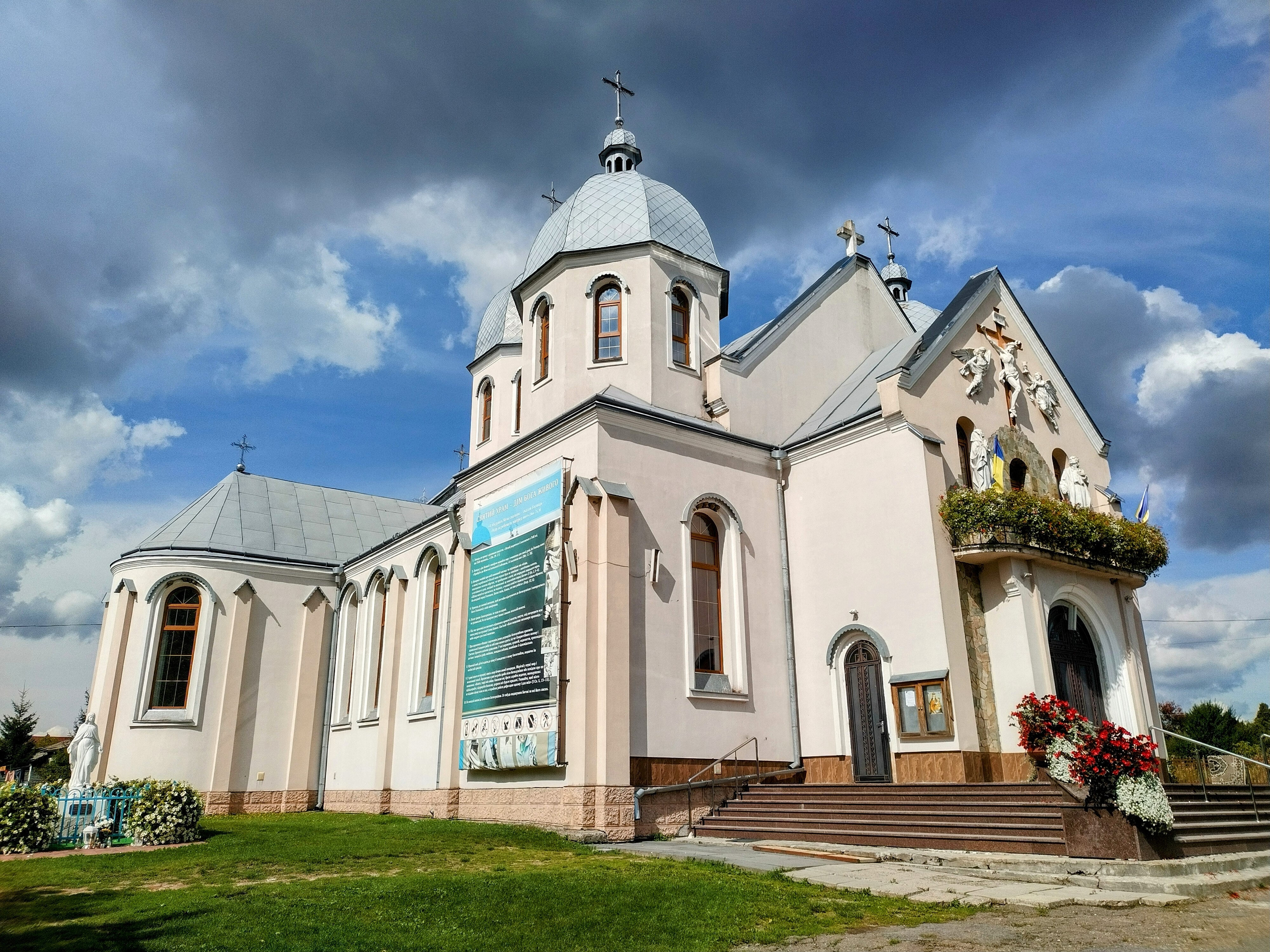
Кутовий вигляд
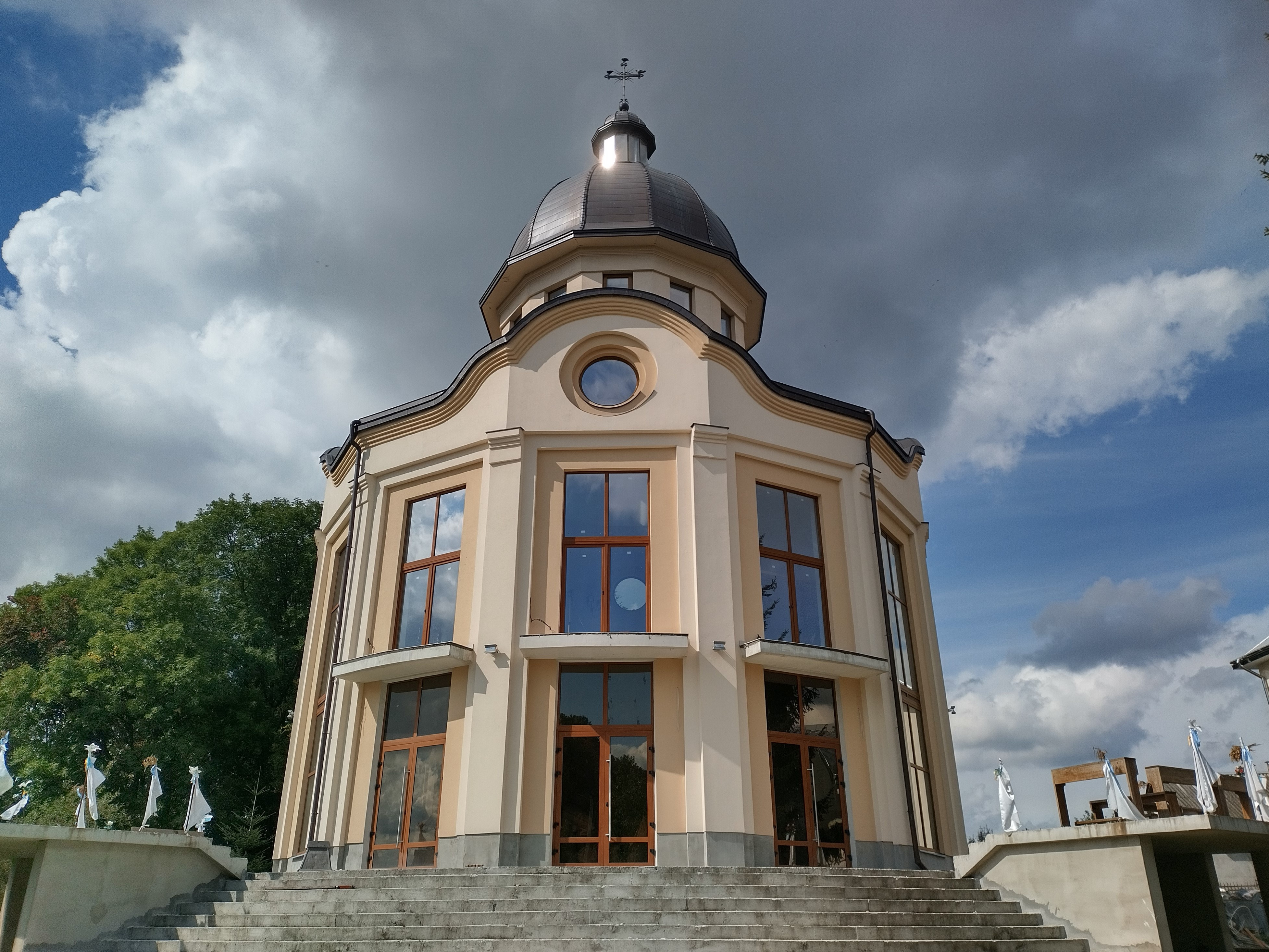
Храмова споруда
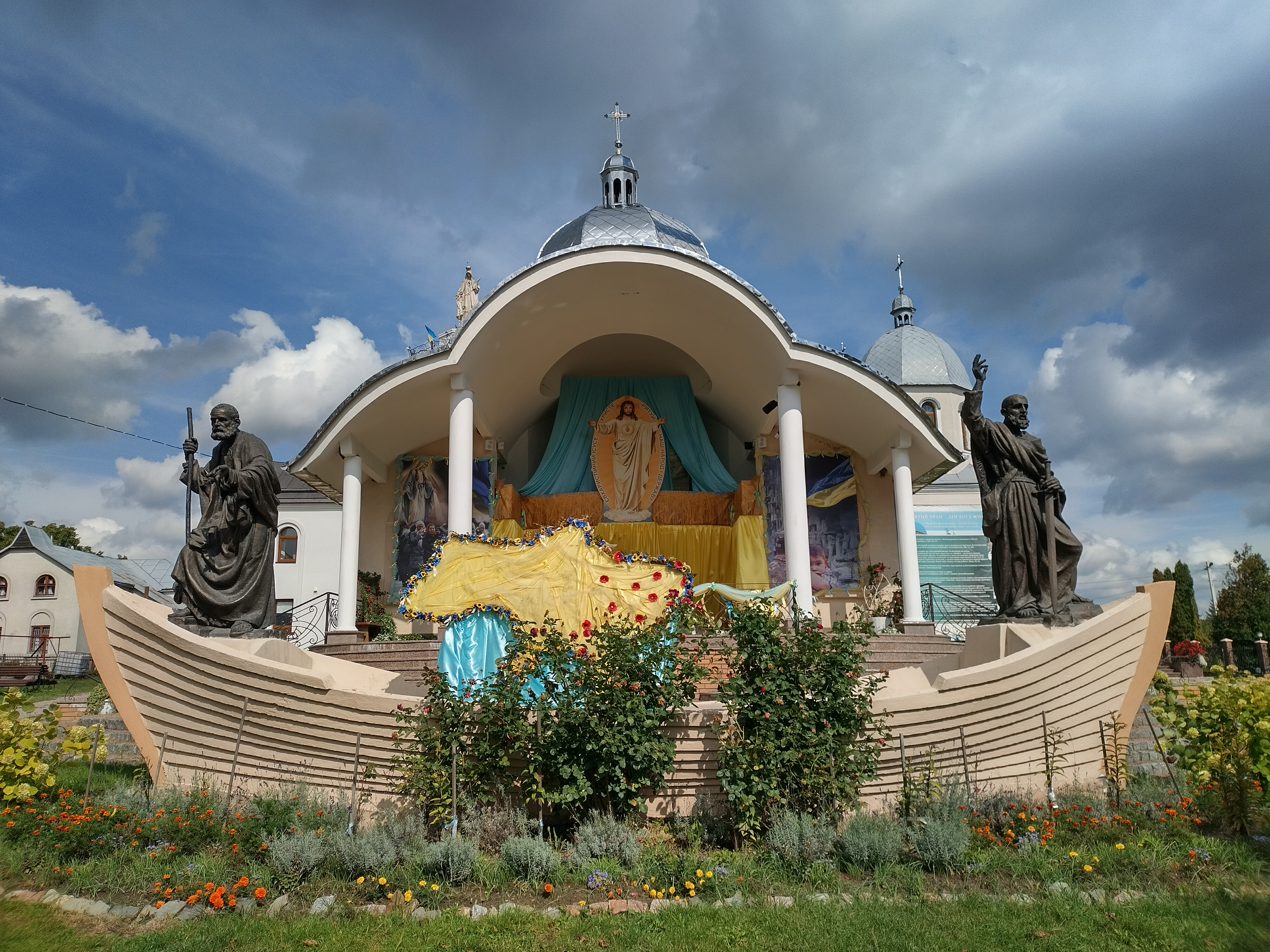
Пам'ятник Святим Апостолам Петру і Павлу